# توم وود
توم وود هو لاعب هوكي الجليد كندي، ولد في 13 يونيو 1927 في Fort Macleod ‏ في كندا، وتوفي في 15 مارس 2015.